# 斎藤汰鷹
斎藤 汰鷹（さいとう たいよう、2010年2月13日 - ）は、日本の子役。2022年4月よりアットプロダクション所属。前事務所はテアトルアカデミー。

## 出演

### テレビドラマ
- 朝が来る（2016年、フジテレビ） - 星野大空 役[4]
- 愛を乞うひと（2017年1月11日、読売テレビ・日本テレビ） - 和知武則（幼少期） 役[5]
- 真昼の悪魔 第2話（2017年2月11日、東海テレビ） - 武 役[6]
- さぼリーマン甘太朗 第8話（2017年9月5日、テレビ東京） - 直樹 役[7]
- グッド・ドクター（2018年、フジテレビ） - 武智倫太朗 役
- 西郷どん 第2話 - 第4話（2018年、NHK） - 西郷信吾（幼児期） 役
- 未解決の女 警視庁文書捜査官 第4話（2018年5月10日、テレビ朝日）[8]
- ラジエーションハウス〜放射線科の診断レポート〜 第5話（2019年5月6日、フジテレビ） - 藤本雄太 役[9]
- 原爆孤児の戦後～2つの戦争を生き抜いて～（2019年8月2日、NHK） - 友田典弘 役[10]
- まどろみバーメイド ～屋台バーで最高の一杯を。～ （2019年8月18日、BSテレビ東京） - ソラ 役[11]
- 大江戸グレートジャーニー 〜ザ・お伊勢参り〜（2020年、WOWOW） - 三吉 役[12]
- 浦安鉄筋家族（2020年、テレビ東京） - 大沢木小鉄 役[13]
- 連続テレビ小説 エール 第94回・第95回（2020年、NHK） - 長崎の子ども 役
- ルパンの娘 第3話（2020年10月29日、フジテレビ） - 男子生徒 役[14]
- 家政夫のミタゾノ 第5シリーズ 第7話（2022年6月3日、テレビ朝日） - 阿川樹 役
- 星新一の不思議な不思議な短編ドラマ（2022年6月28日、NHK BSプレミアム）[15]
- 大川と小川の時短捜査（2022年9月12日、テレビ東京） - 大川良平 役[16]
- 連続テレビ小説 虎に翼 第107回・第108（2024年8月27日・28日、NHK） ‐ 大池玄太 役
- しょせん他人事ですから 〜とある弁護士の本音の仕事 第6話・第7話（2024年8月30日・9月6日、テレビ東京） - 西村優希 役[17]
- 孤独のグルメ特別編 それぞれの孤独のグルメ 第5話・第6話（2024年11月2日・9日、テレビ東京） - 朝倉健太 役[18]

### 映画
- いつまた、君と 何日君再来（2017年6月24日公開、東映） - 芦村瞭 役[19]
- 素敵なダイナマイトスキャンダル（2018年3月17日公開、東京テアトル） - 末井昭（幼少期） 役[20]
- 人魚の眠る家（2018年11月16日公開、松竹） - 播磨生人 役[21]
- 仮面ライダー平成ジェネレーションズFOREVER（2018年12月22日公開、東映） - 久永シンゴ 役[22]
- フード・ラック!食運（2020年11月20日公開、松竹） - 佐藤良人（少年期） 役[23]
- 梅切らぬバカ（2021年11月12日、ハピネットファントム・スタジオ）- 里村草太 役
- ツユクサ（2022年4月29日公開、東京テアトル）- 航平 役
- 破戒（2022年7月8日、東宝） - 省吾 役[24]
- シャイロックの子供たち（2023年2月17日、松竹） - 滝野翔 役

#### 吹き替え
- 名探偵ティミー（2020年6月11日公開、Disney+） - ティミー・フェイラー 役[25]

- ラーヤと龍の王国（2021年3月5日公開、ウォルト・ディズニー・ジャパン） - ブーン 役[26]

### CM
- アサヒ飲料『アサヒ 十六茶』

### バラエティ
- 7.2 新しい別の窓（2019年10月6日、AbemaTV）

### WEB
- 富士重工業『SUBARU～「SUBARUの絶対安全思想」篇』